# Distretto di La Joya
Il distretto di La Joya è un distretto del Perù nella provincia di Arequipa (regione di Arequipa) con 24.192 abitanti al censimento 2007 dei quali 16.784 urbani e 7.408 rurali.
È stato istituito il 25 marzo 1952.